# 不丹
27°30′51″N 90°26′01″E / 27.514162°N 90.433601°E
不丹王国（宗喀語：འབྲུག་ཡུལ་，威利：druk yul），通称不丹，清朝史籍稱布魯克巴（藏語：འབྲུག་པ，威利转写：'brug pa，“不丹人”之意），是位于中国和印度之间喜马拉雅山脉东段南坡的一个南亚君主立宪制内陆国。不丹西接印度的锡金邦，与尼泊尔相隔，南部与印度的西孟加拉邦和阿萨姆邦接壤。不丹的首都及最大城市为廷布。在宗卡语中，不丹称为“主克域”，意为雷、龍之地。「不丹」一名来自梵语（IAST转写：Bhoṭa-anta）一词的转写，意思是「吐蕃的邊陲」，暗示不丹是位于西藏文化能够传递的最南端。不丹人來源於古代西藏人，跟藏族同源的门巴族是現在最接近不丹族的民族。
2008年憲法建立了一個議會，由民選的國民議會組成，不丹是南亞區域合作聯盟的創始成員國，2020年，不丹在人類發展指數中排名南亞第三，僅次於斯里蘭卡和馬爾代夫，不丹還是易受氣候影響脆弱國家論壇、不結盟運動、BIMSTEC、國際貨幣基金組織、世界銀行、教科文組織和世界衛生組織的成員，2016年，不丹在經濟自由度、經商便利度、和平和沒有腐敗方面在南盟中排名第一。不丹擁有世界上最大的水電水資源儲備之一，氣候變化引起的冰川融化是不丹日益關注的問題。

## 历史
早期歷史：
根據考古發掘資料，不丹起碼在公元前二千年已經有先民聚居. 
- 不丹在8世纪的时候成为吐蕃的一个部落，在元朝受到宣政院的管辖，直到清代时才独立建国。
- 1616年来自西藏的夏仲阿旺朗杰（1594～1651）在统一了不丹后，又利用不丹的地利人和，先后五次打败了格鲁派的喇嘛，终于在不丹立足。夏仲阿旺朗杰奠定了现代不丹的领土、民族和宗教的基础。[14]
- 西藏在其领袖五世达赖喇嘛掌权时长期与不丹敌对，十八世紀頗羅鼐掌政西藏的時期確立與不丹的宗藩關係。清朝政府雖然統治西藏，但未將不丹納入藩屬國，并允許西藏擁有自己的附庸。[15]
- 1772年，首次遭英国入侵。库奇比哈尔被英国占领。
- 1865年，英国强迫不丹签订《辛楚拉条约》，被迫割让2,000平方公里土地。
- 1907年，乌颜·旺楚克废除德布王，自任国王，建立不丹王国，實際上是英国的保護国。由于在英国的保护之下並無外交权利，在印度独立后，其保护责任也由英国转移为印度。
- 1910年1月英国同不丹签订《普那卡条约》，规定不丹在对外事务上受英国指导。印度独立后于1949年8月同不丹签订《永久和平与友好条约》，规定不丹在对外事务上受印度指导。印度不仅有权干涉其外交，亦在其国内有驻军。 然而不丹保留了其政治主权。[14]
- 1971年，不丹在印度允許下加入联合国，1972年第四代国王吉格梅·辛格·旺楚克继承王位，继续奉行和印度的密切關係。
- 2006年，吉格梅·辛格·旺楚克把王位讓位予其子-現任國王吉格梅·凱薩爾·納姆耶爾·旺楚克。
- 2007年，不丹同印度签署修订的《不印友好条约》，不丹推行宪政改革，由君主专制向君主立宪制过渡。
- 2008年3月24日，不丹迎来首次多党选举，直接选举国民议会议员，4月在此基础上产生首个民选政府，但国王仍維持較大影響力。
- 2013年，不丹举行第二次大选，人民民主党获胜，首次实现政党轮替。

## 政治

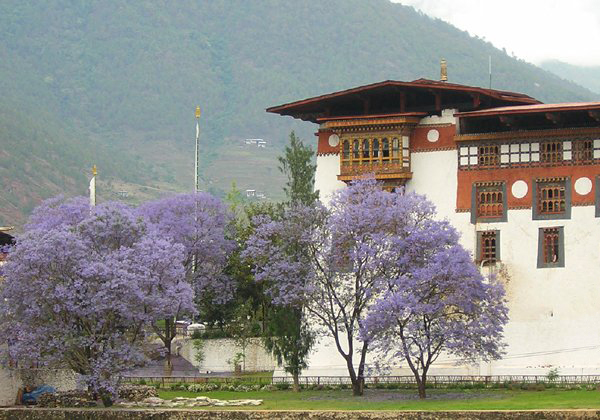
位于中央区普那卡的宗堡

不丹議會分為国家委员会和国民议会，國家委员会有25個議席，20席由民選產生，其餘由國王任命，國家委员会成员不得是政黨成員；国民议会成員则可以由政黨人士出任。两院候選人都必須是大學學歷。
- 2006年1月18日，国王吉格梅·辛格·旺楚克宣布於2008年首度舉行全國大選，依照議會制選出新政府，成為議會制國家。
- 2006年12月14日，国王吉格梅·辛格·旺楚克将王位传予王储吉格梅·凯萨尔·纳姆耶尔·旺楚克。[16]
- 2007年12月31日，不丹舉行首次上議院選舉，選民從48名候選人中選出20名上議會議員。
- 2008年3月24日，不丹迎來其歷史上的首次多党選舉，直接選舉國民議會議員，並在此基礎上產生首個民選政府[17]。選舉結束後不丹由君主專制轉變為君主立憲制[18][19][20]。雖然國王仍是國家元首，但行政權已歸總理和內閣。國會除擁有立法權外，只要2/3國會議員通過，便可以彈劾國王。[21]。
- 2013年，不丹举行第二次国民议会选举，原来在野的人民民主党获胜，该党在国民议会47个席位中取得32个席位，首次实现执政党轮替。[22]
- 2018年，不丹举行第三次国民议会选举，原来在野的不丹統一黨获胜，该党在国民议会47个席位中取得30个席位，第二次实现执政党轮替。[23]
- 2023年，不丹举行第四次国民议会选举，原来在野的人民民主党再度获胜，该党在国民议会47个席位中取得30个席位，第三次实现执政党轮替。[24]

### 軍事
不丹有1.6萬人的常備軍，軍費佔GDP的1.8%，比例高於日本、德國、意大利等国家，但總金額不大，大致上由印度提供訓練支持，2002年曾參與印度剿滅阿薩姆聯合解放陣線和波多兰民族民主阵线的分离主义武装，但未完全成功。至今該地區的叛亂軍還是很活躍。裝備為10架米-8直升機以在山區作戰，另有少量蘇聯BTR-60裝甲車，其餘人配备步兵輕武器。

## 外交
不丹目前与56个国家建立了外交关系。不丹受到印度的制约，因此在与其他国家发展外交关系的同时需要顾及印度的态度。不丹与五个联合国安理会常任理事国均无外交关系，五个联合国安理会常任理事国均通过各自的驻印度大使馆来处理对不丹的相关事务。
不丹是世界上唯一既没有与中华人民共和国建交，也没有与中華民國建交的联合国会员国，也是中华人民共和国邻国中唯一没有与其建交的国家。但在1971年10月的聯合國大會2758號決議案之中，投贊成票使中華人民共和國取代中華民國在聯合國的中國代表權，并且承认中华人民共和国。2012年6月21日上午，中国总理温家宝在里约热内卢会见不丹首相吉格梅·廷里时表示，中国奉行“与邻为善、以邻为伴”的周边外交方针，愿在和平共处五项原则基础上，與不丹建立正式外交关系，早日划定两国边界、加强各领域交流、推动中不关系迈上新台阶。
在1988年，曾經因為推行同化政策，強制國內居民使用不丹語，穿不丹服飾，信藏傳佛教，这导致与國內的尼泊尔裔洛昌人发生了衝突。尼泊爾人不依不丹政府。1990年，不丹國王政府對尼泊爾人實施种族清洗，把部分尼泊爾人趕到尼泊爾，使兩國關係大為緊張。
印度可以說是與不丹的關係最密切之國家。不丹對外之一切事務由印度政府指導，而印度在不丹境內亦有駐軍。例如不丹政府在與中國邊境上設立的邊防軍營中，除了有不丹本土的軍人外，還有印度軍人協同駐守。
由於不丹難民，與尼泊爾的關係仍然緊張。不丹於1971年加入聯合國。它是1971年第一個承認孟加拉國獨立的國家。它於1985年成為南亞區域合作聯盟的創始成員。該國是150個國際組織的成員，其中包括孟加拉灣倡議、BBIN、世界銀行、國際貨幣基金組織和77國集團。
不丹與印度保持著牢固的經濟、戰略和軍事關係。 2007年2月，對《印不友好條約》進行了大幅度修改，明確了不丹對其對外關係的完全控制，以及其獨立和主權。鑑於1949年條約第2條規定：“印度政府承諾不干涉不丹的內部管理。不丹政府方面同意遵循印度政府關於其對外關係”，修訂後的條約現在規定“為了保持不丹和印度之間的密切友誼和合作關係，不丹王國政府和印度共和國政府將在有關問題上相互密切合作。兩國政府不得允許利用其領土從事危害對方國家安全和利益的活動。”修訂後的條約還包括這樣的序言：“重申尊重彼此的獨立、主權和領土完整”，這是早期版本中沒有的內容。根據長期協議，印度和不丹公民可以在沒有護照或簽證的情況下前往對方國家，但仍必須持有其國民身份證。不丹公民也可以在不受法律限制的情況下在印度工作。

## 人权

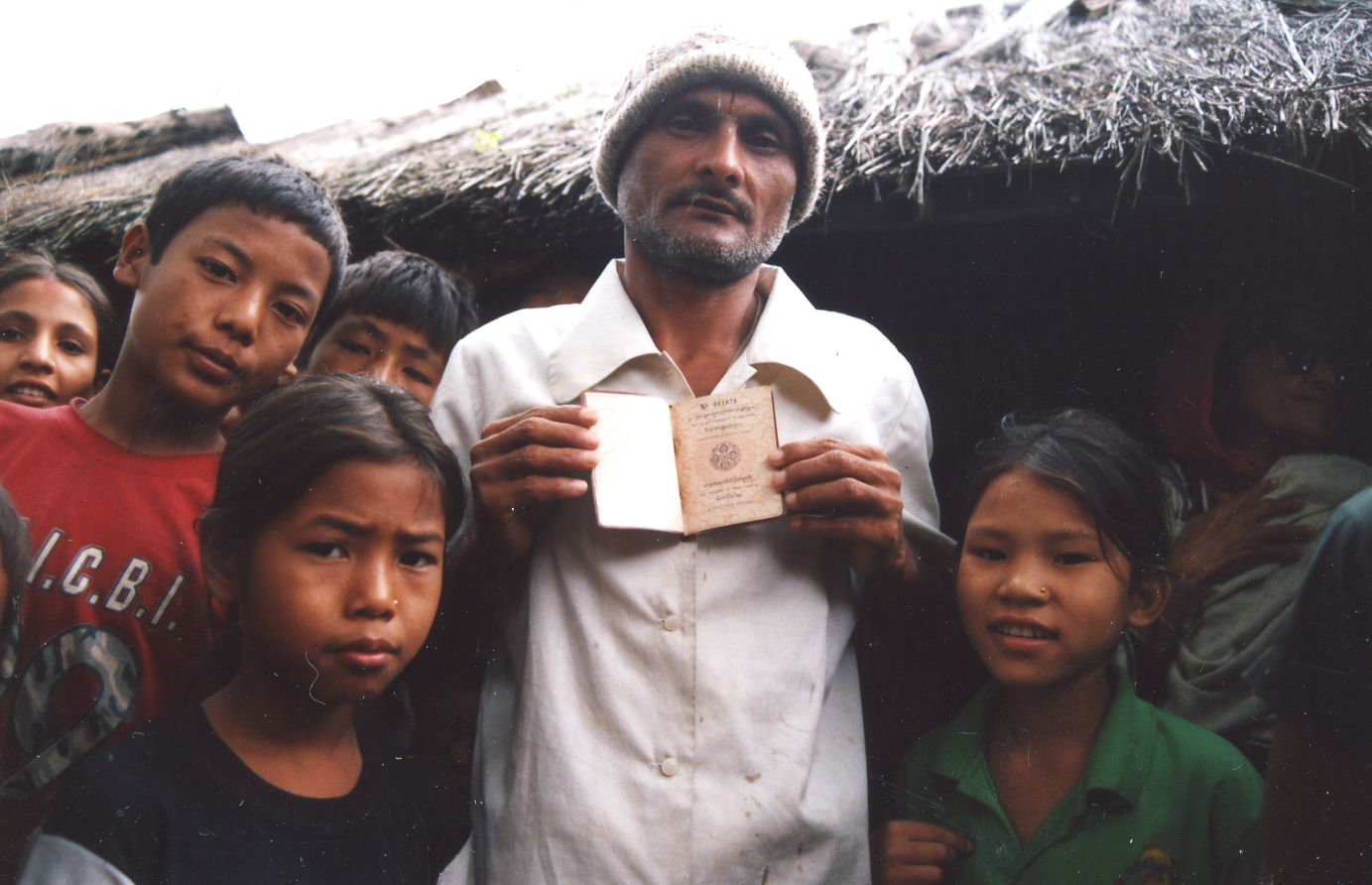
1990年代初期被不丹政府驱逐至尼泊尔的洛昌族难民

1990年代，不丹政府实施种族清洗政策，将国内大部分洛昌族居民驱逐至境外（主要是尼泊尔），多达全国人口的五分之一。这一做法激发了洛昌人废除绝对君主制，建立代议制政府的政治愿望。许多洛昌族持不同政见者被逮捕、驱逐、没收财产。当时，不丹骚乱频繁且不断升级，后来政府动用不丹安全部队进行镇压并驱逐了更多的人。据联合国难民事务署统计，截止2008年，居住在尼泊尔东部难民营的不丹难民超过107,000人。在难民营居住多年以后，不少难民开始向加拿大、挪威、英国、澳大利亚、美国等国申请难民身份，以便移居该国。2008年－2012年，美国承认了60,773名不丹人的难民身份。
由于尼泊尔政府不允许该国境内的不丹难民成为尼泊尔公民，因此这些人沦为无国籍人，没有身份权和投票权。另外，不丹政府声称这些难民成立的政党为非法和恐怖主义组织。人权团体声称，不丹政府干预公民的个人生活，要求所有居民，包括少数民族，在公共场所必须身着多数族群的传统服装。不丹政府在佛寺、政府、学校、官方机构以及公共活动中都实行着严厉的法律措施。
目前，不丹政府和境内的反政府武装（主要是不丹共产党（马列毛）领导的不丹猛虎力量）冲突不断。这些反政府武装曾向政府提出实行土地改革、男女平權、政治民主等要求，但遭到政府拒绝并被宣布为非法团体。现在，反政府武装致力于运用武力推翻不丹的君主制政权。
該王國被指控禁止宗教傳教，批評者認為這是對宗教自由和種族清洗政策的侵犯。從1980年代開始，不丹採取了“一國一民”的政策，以建立統一的民族認同感。這被講尼泊爾語的人解釋為大多數竹巴人的文化（在語言、服飾和宗教方面）和政治主導地位。受到廓爾喀蘭運動的啟發和不公正感的推動，一些洛香巴人開始組織反對不丹國家的示威活動。此外，在學校課程中取消尼泊爾語以在宗喀語採用更集中的語言，以及拒絕向那些無法證明在1950年之前正式頒發的土地所有權的人授予公民身份，這被認為是專門針對洛桑巴人口估計的佔當時人口的三分之一。這導致了廣泛的騷亂和政治示威。為應對這一威脅，1988年，不丹當局在不丹南部進行了一次特別人口普查，以審查非法移民合法居民的身份。這個擁有大量洛香巴人的地區必須經過法律驗證，隨後的人口普查導致這些洛香巴人被驅逐出境，估計佔當時總人口的六分之一。被不丹1958年國籍法授予公民身份的人也被剝奪了公民身份。在一些講尼泊爾語的公民以激進的形式發動暴力襲擊政府官員和燒毀學校後，國家進行了干預。不丹警察和軍隊成員被指控焚燒洛香巴人的房屋、沒收土地和其他廣泛的侵犯人權行為，包括逮捕、酷刑和強姦參與政治抗議和暴力的洛香巴人。在被不丹強行驅逐出境後，洛香巴人在尼泊爾的難民營中度過了近20年，並於2007年至2012年間在美國等西方國家重新定居。

## 经济

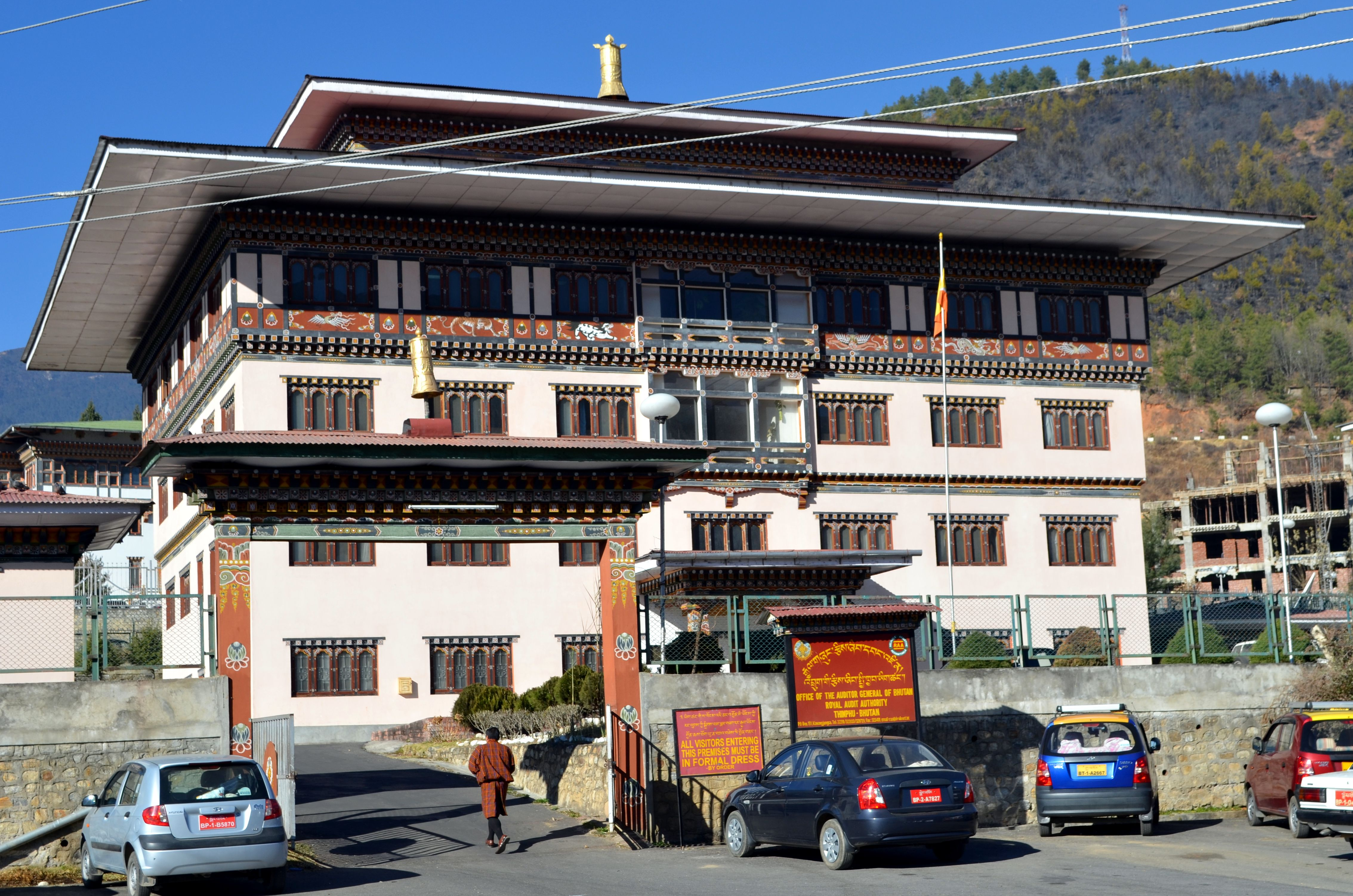
王家審計署

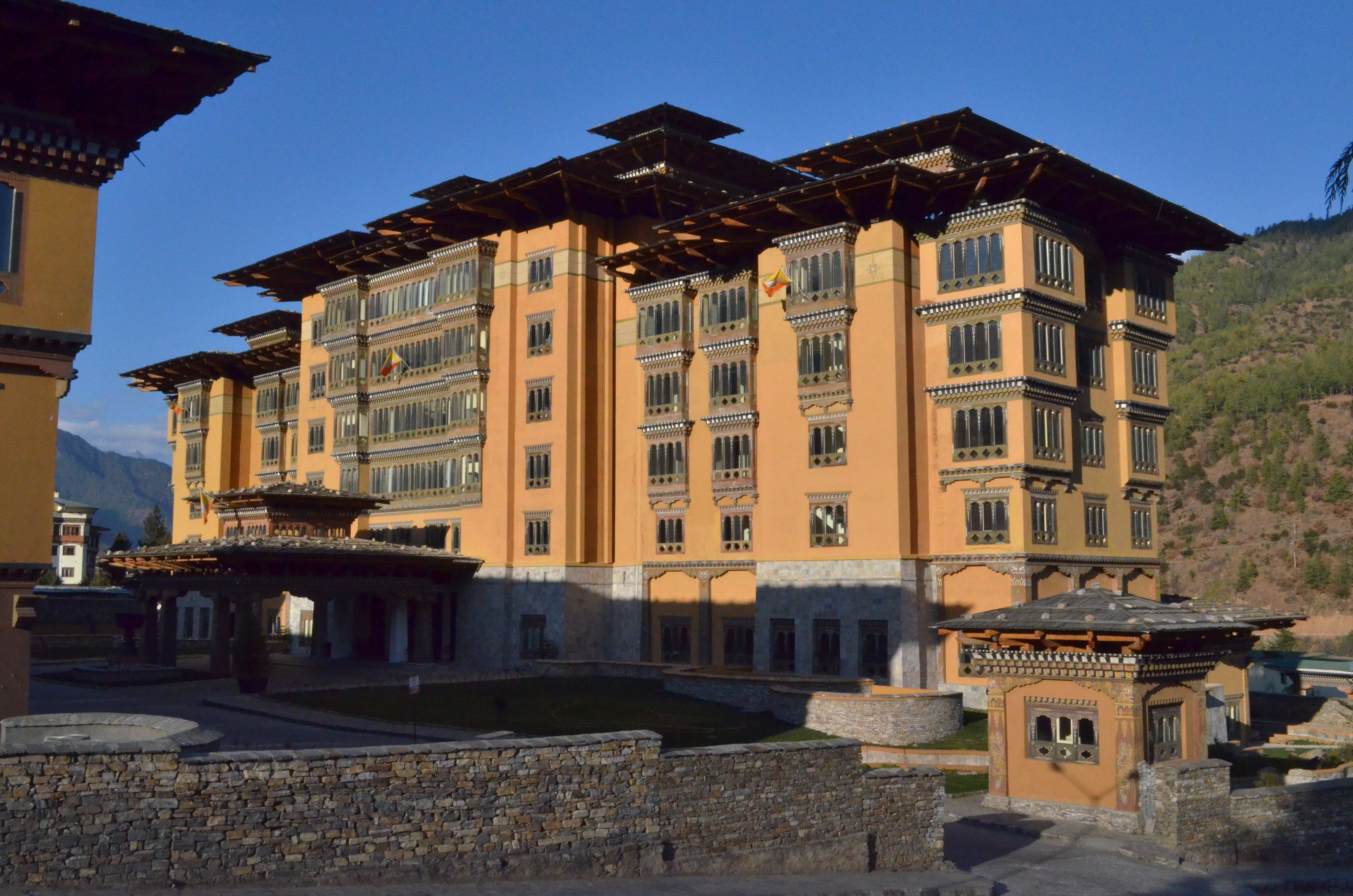
泰姬扎西大酒店

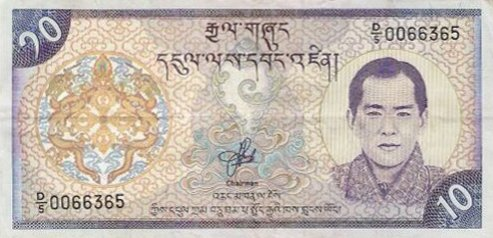
努爾特魯姆是不丹的貨幣

不丹曾是最不发达国家之一，但在2023年12月已除名。2007年，不丹人均國民生產總值（GNP per capita）為1,400美元。當地最大收入是售賣水力發電的電力予印度，據聯合國2004年的全球人類發展指数報告，不丹在192個國家中位居134位，經濟相對落後。1972年，不丹国王吉格梅·辛格·旺楚克提出了一个叫做国民幸福总值（Gross National Happiness，缩写GNH）的术语，用来指导国家的发展。相比国内生产总值（GDP），幸福总值更加注重民众在精神层面的感受，不再一味地追求经济发展。2012年4月2日，联合国召开了一个高级别会议，主题是“安乐与幸福：定义一种新的经济模式”。这次会议由时任秘书长潘基文及不丹总理吉格梅·廷里共同担任主席。不丹是《全球幸福指数报告》的倡导者，并且最先提出了幸福总值的概念。但这个南亚小国不是全球最幸福的国家；它在自己的榜单上，按照自己制定的标准，才排到90多名。
近年來因全球化衝擊，國民開始購買進口產品以及人口移往都市，人民無法自給自足使政府財政壓力提升，進而使失業率提高。
礦石有白雲石、石墨等。森林覆蓋率72%。名木花草聞名於世，主要樹種有菩提樹、橡樹和松樹。工業以生產日用品和食物加工的小型企業為主。農業和林業為經濟主導，74%就業人口從事於農、牧、林業。農產品以每年一獲之稻米、玉米、小麥等為主。
水力發電是經濟重要組成部分，約72%水力所產電力售予印度，該國幾乎完全使用可持續發展能源，沒有石化發電廠。
旅遊業是另一個重要經濟支柱。不丹過往是與世隔絕，1974年才開放外國人入境，國內現時有超過150家旅行代理商。儘管不丹對旅客並無限額，但觀光客只能參加受政府嚴密監督的觀光行程，3人或以上的团体逗留每人每天要交200美元的稅項，以保護不丹的自然環境及古老文化。
公路長3,000公里。牦牛、騾、馬為重要運輸工具。主要外貿對象和國防援助國是印度。
不丹也是世界上最後一個開放電視與網路的國家。
無法出海，意味著不丹無法從其農產品的大量貿易中受益，不丹沒有鐵路，但印度鐵路公司計劃根據2005年1月簽署的協議將不丹南部與其龐大的網絡連接起來。不丹和印度於2008年簽署了一項“自由貿易”協議，該協議還允許不丹從第三市場的進出口貨物過境，實際上和印度並沒有關稅，不丹與中國西藏自治區一直保持貿易關係，直到1960年在難民湧入後關閉了與中國的邊界。
工業部門目前處於起步階段。 雖然大部分生產來自家庭手工業，但正在鼓勵更大的工業，並建立了一些工業，如水泥、鋼鐵和鐵合金。 大多數開發項目，例如道路建設，都依賴鄰國印度的合同工，農產品包括大米、辣椒、乳製品（一些犛牛，主要是奶牛）產品、蕎麥、大麥、塊根作物、蘋果以及低海拔的柑橘和玉米。 行業包括水泥、木製品、加工水果、酒精。

## 交通

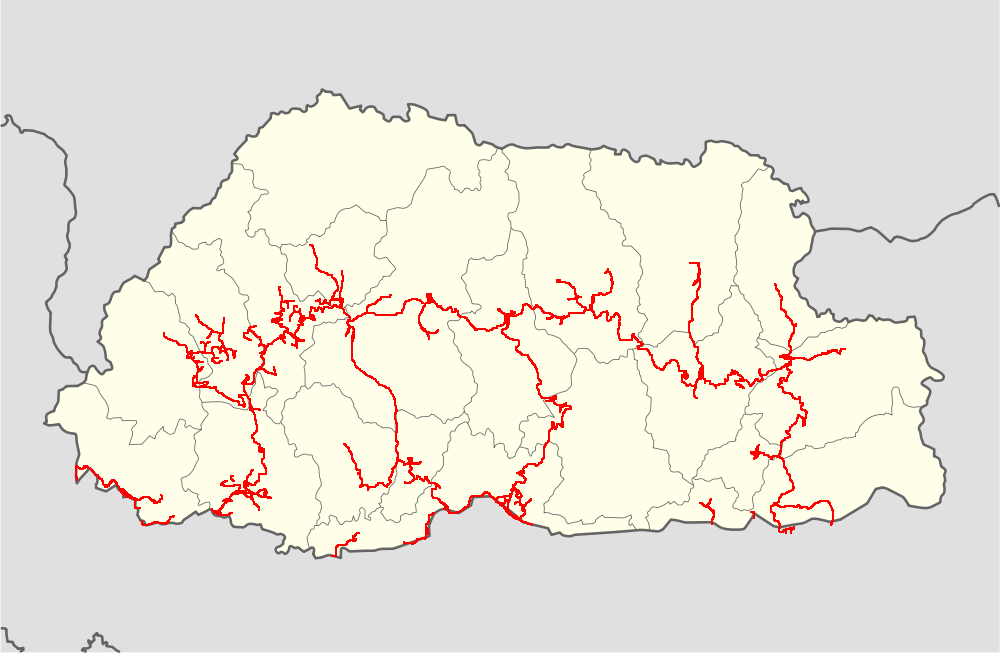
不丹公路

大約8,000公里的道路和四個機場承擔了不丹的交通，其中的三個機場正在運營並相互有航班連接，帕羅機場是唯一的國際機場。作為不丹基礎設施現代化計劃的一部分，其道路系統自20世紀60年代以來一直在發展建設。境內沒有鐵路（雖然有一條在規劃），而且不丹是一個沒有可航行水道的內陸國家，因此沒有港口。

## 地理

不丹氣候圖

不丹位于亚洲南部，是喜马拉雅山东段南坡的内陆国家，西北部、北部与中国接壤，西部、南部和东部分别与印度锡金邦、西孟加拉邦、阿鲁纳恰尔邦交界。
该国是内陆山国，地势北高南低；北部山区气候寒冷，高山终年积雪，中部河谷地带气候较温和，南部森林密布，丘陵平原属湿润的亚热带气候，地理上属南亚区域。全國森林覆蓋率為72%，為南亞第一。國內最高山峰為位於中國和不丹的邊境地區的冈嘎本孙峰，海拔7570米。

## 行政区划

不丹行政分區

全国划分为西方区、中央区、南方区和东方区4个行政区，行政区下设宗，全国共被划分为20个宗。

### 主要城市
- 廷布（首都）
- 帕罗（威利：sPa-ro / sPa-gro）
- 普那卡（威利：sPu-na-kha）

## 人口
不丹人口为831,920人（2020年人口数据统计网）。是世界上人口密度最小的国家之一。其中，不丹男性占53%，女性占比47%。
不丹的民族可分为三大类：
- 沙尔乔普人（ཤར་ཕྱོགས་པ），居住在不丹东部的原住民；
- 噶隆人（སྔ་ལོང་པ），大部分都居住在不丹西部，是9世纪藏族移民的后裔，不丹的主体民族。
- 洛沙姆帕人（ལྷོ་མཚམས་པ、ल्होत्साम्पा），或译洛昌人。19世纪末期移居不丹。洛沙姆帕（意为南不丹人）是说尼泊尔语的民族。

宗喀语和英语為官方用語，尼泊爾洛昌人讲尼泊爾語。宗喀语與藏語關係密切。不丹是一个全民信教的宗教國家，国教是藏傳佛教，主要教派是竹巴噶举派，另有25%信奉印度教。最早的寺庙建於637年。印度教徒主要在不丹南部，有湿婆派、毗湿奴派和性力派，也有印度教寺庙在廷布。不丹還有苯教，但大部分已经被藏傳佛教寧瑪派吸收。

## 宗教
| 不丹宗教 | 不丹宗教 | 不丹宗教 | 不丹宗教 | 不丹宗教 |
| -------- | -------- | -------- | -------- | -------- |
| 宗教     | 宗教     |          | 百分比   | 百分比   |
| 佛教     | 佛教     |          | 72.9%    | 72.9%    |
| 印度教   | 印度教   |          | 22.6%    | 22.6%    |
| 苯教     | 苯教     |          | 3.2%     | 3.2%     |
| 基督教   | 基督教   |          | 0.7%     | 0.7%     |
| 伊斯蘭教 | 伊斯蘭教 |          | 0.4%     | 0.4%     |
| 其他     | 其他     |          | 0.5%     | 0.5%     |

不丹将藏傳佛教定为国教。據估計，密宗的藏傳佛教占國家宗教的2/3，不丹人口的3/4。另有約1/4到1/3人口是印度教的信徒，而其他宗教只占約3％的人口。根据2008年宪法，保證宗教信仰自由的原則，但是政府仍限制非佛教的傳教活動，禁止進入該國的非佛教傳教士，限制建設非佛教的宗教建築，和限制慶典一些非佛教的宗教節日。
根據不丹目前的憲政框架，宗教信仰自由是保證，但是憲法限制由宗教界人士改變宗教信仰的政治活動。禁止基於政治的宗教活动，仍相當程度的限制了宗教信仰自由。
在公元7世紀佛教傳入不丹。到了吐蕃松贊干布（627-49年在位）的時候，佛教在不丹流傳，松贊干布責令建造兩個佛教寺廟，位於不丹中心布姆唐和在帕羅河谷的崎楚（Kyichu，帕羅附近）。

## 文化

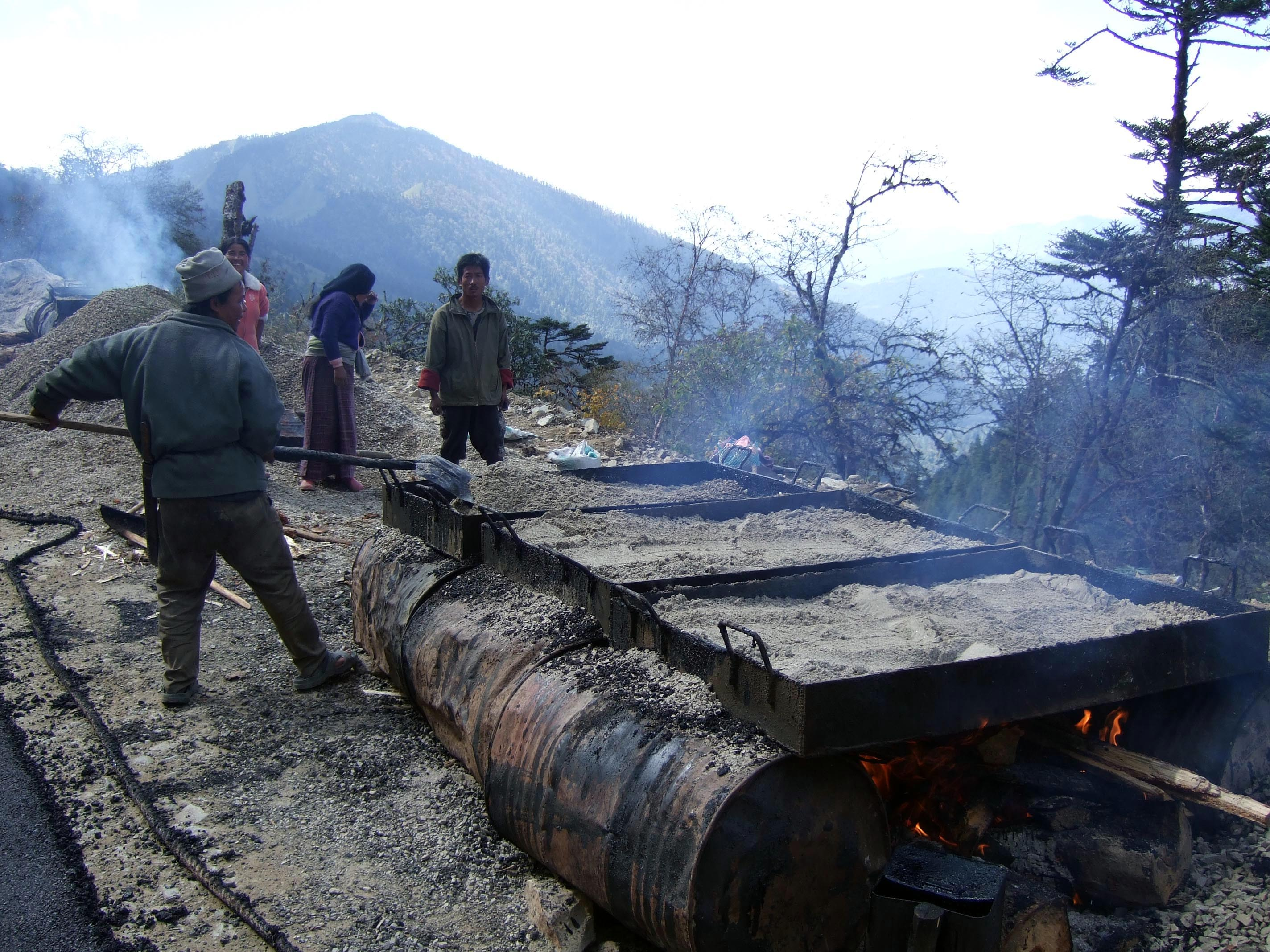
鋪設柏油的工程

國內教育、醫療等社會服務都是免費的。為了保留傳統文化，民眾上班、上學必須穿着傳統服裝：男人穿「幗」（Gho，連身及膝短袍），女人穿「旗拉」（Kira，連身長裙和薄外套）；所有建築也得依照傳統形式搭建，不論是醫院、銀行、學校或是住家，也不論用的材質是泥土還是鋼筋水泥，必須遵循傳統的風格。雖然該國仍維持傳統古國的模樣但至今境內還沒有被聯合國認定的世界遺產。射箭是不丹的國術。
不丹曾經在英國萊斯特大學自辦的「世界快樂地圖」（World Map of Happiness）獲得排名第八。但之後排名一路下滑，於聯合國2016年世界快樂報告中不丹排名84，輸於利比亞、菲律賓、阿爾及利亞，引起外界開始質疑之前不丹的快樂王國形象是建立在嚴格政教合一體制下的媒體管制與社會管制，造成群眾沒有與外界的比較心理，而一旦外界訊息開始大量進入就會瓦解這一假象。
2004年12月17日，不丹政府曾宣布全国禁烟令，这是世界上第一个全面禁烟令。居民不准在公共场所抽烟，也不准在任何户外地点抽烟。本地商店不准卖任何烟草产品，违反者每次罚款225美元以上，多次违反者可能被吊销商业执照。无法戒除烟瘾的居民可以自己进口香烟，交100%的进口税。政府称全国只有1%左右人口抽烟。但禁烟令颁布多年后，国民吸烟问题依然未得到解决，反而导致香烟走私问题猖獗，因此政府已于2023年修订法律重新允许出售香烟。
政府禁止人民私自砍樹、打獵和採礦，甚至使用塑膠袋。這是王室政策的大前提：絕不犧牲自然環境以成全經濟發展（因此不丹也未發展印刷業）。

### 飲食
大米、蕎麥和玉米是不丹的主食，豬、牛、犛牛和雞肉是常食用的肉類。用餐時供應肉類、乾蔬菜湯和燉菜，通常搭配辣椒和奶酪，飲料經常有紅茶、酥油茶、米酒和啤酒。不丹的牛及犛牛奶多數製成奶酪和黃油，乳製品很普遍。Ema datshi 是用奶酪和辣椒製成非常辣的食物，在不丹無處不在，因不丹人很感自豪而被稱為國菜。不丹曾是全球唯一禁止銷售菸草的國家。

### 婚姻
尽管於1980年颁布《婚姻法》限定一夫一妻制，但因为传统习俗及历史关系，不丹仍是少數可實行一妻多夫及一夫多妻的國家，只要雙方自願就可以。
不丹政府虽然沒有阻止国人与异国人士通婚，但对于异国通婚法律相当严苛，根据不丹婚姻法，与外籍人士结婚的不丹人将在婚后失去国民福利，当中包括不再获得政府的货款、创业资金、土地和牲口，若是公务人员，他们就只能停留在当下的等级，从此不能获得晋升，若是外交官员和国防工作者，必须得呈辞或被辞退。即使有不丹人愿意牺牲国民福利，结婚的申请和手续也相当复杂和很难批准，不丹政府会对外籍伴侣拷问历史，习俗、传统、语言等，确保该名伴侣充分了解不丹，否则拿不到结婚证书。同时，外籍人士与不丹人结婚后不会自动获得国籍，而是需要经过一套复杂严苛的程序才能申请，再来，外籍伴侣必须遵守不丹的习俗传统、法律等。外籍伴侣更不能宣扬佛教以外的宗教。

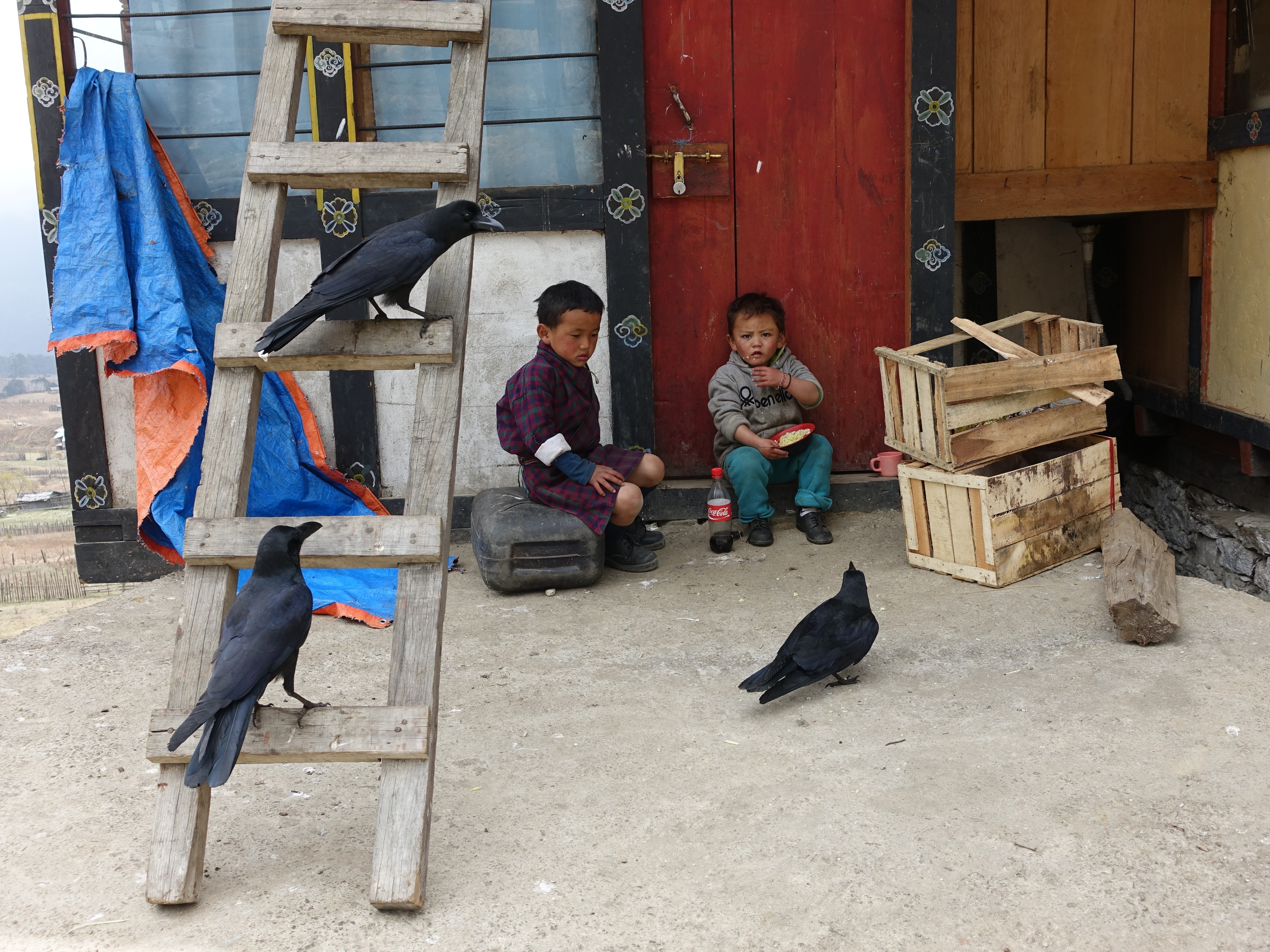
街頭兒童

## 媒體
1973年，國有不丹廣播服務頻道（BBS）成立，並於1986年重組。不丹廣播服務在首都辛布以FM波段廣播，在其他地區則以短波廣播。節目以宗喀語、尼泊爾語和英語播出。1999年國王登基25週年，不丹開放衛星電視頻道，允許人民收看外國節目，目前衛星電視每天播出4小時，主要是在宗喀語地區播出。1999年也開放互聯網連接，由Druknet互聯網公司提供網際網路。
不丹的《昆色尔》是國有周報，成立於1986年，以宗喀語、尼泊爾語及英語出版。《昆色尔》的網路版本的意見論壇中，近年逐漸允許較為多元的言論。2006年，不丹開放民間擁有私營報紙，兩家私人周報《不丹觀察家報》和《不丹時報》成立發行。當年在無國界記者組織的國際新聞自由指數排名中，不丹從排名146位上升到第98位。不丹另有《德魯克·洛塞爾》季刊，用宗喀語、英語和尼泊爾語出版。